# Orion (HSK 1)
L'Orion era un incrociatore ausiliario della Kriegsmarine che trovò impiego come nave corsara durante la seconda guerra mondiale. Conosciuta anche come HSK 1 (Hilfskreuzer 1 - incrociatore ausiliario 1), 'Schiff 36' e col codice A, venne costruita nel 1930 come nave da carico Kurmark e poi convertita in corsara tra il 1939 e il 1940.
Nella sua lunga crociera durata ben 510 giorni, l'Orion affondò ben 17 navi, di cui 4 accertate con mine, per un totale di 106.405 tonnellate, di cui 24.115 tonnellate a causa di mine.
Al suo comando venne posto il capitano di vascello Kurt Weyher, il quale fece camuffare inizialmente la corsara come la olandese Beemterdijk, poi come la russa Soviet e, all'inizio della navigazione nell'Atlantico, come nave greca Rocos. Proprio con quest'ultimo camuffamento riuscì ad affondare, il 24 aprile 1940, la sua prima nave: la britannica Haxby.
L'Orion non venne mai catturato, affondando la sua ultima preda, prima di fare ritorno in Germania, nel luglio del 1941, dopo aver percorso ben 203.739 km nelle acque dell'Atlantico, dell'Oceano Indiano e del Oceano Pacifico.
Da segnalare che l'Orion fu probabilmente l'unica nave da guerra tedesca ad imbarcare un velivolo giapponese. Infatti il 19 maggio 1941, la nave appoggio Emland proveniente dal Giappone imbarcò sull'Orion, rimasto privo del suo aereo, un idrovolante giapponese Nakajima E8N, per l'occasione dipinto con le insegne britanniche.
I gravi problemi ai motori, causati dalla lunga crociera e dai combattimenti, fecero prendere all'OKM la decisione di non mandarla al largo una seconda volta: armamento e parti del camuffamento furono destinati ad altri corsari. La nave tornò ad essere un mercantile con il nome di Hektor.
Venne affondata il 4 maggio 1945 durante un bombardamento vicino alla costa di Swinemünde.